# Mount Brice
För berget i Antarktis, se Mount Brice, Antarktis.
Mount Brice är ett berg i provinsen British Columbia i Kanada.  Det ligger i Hozameen Range i den södra delen av provinsen. Toppen på Mount Brice ligger 2 168 meter över havet. Berget namngavs 1955 efter bröderna Vincent Leslie Brice och Francis Thomas Sargent Brice som båda var officerare i RCAF och dödades i andra världskriget.